# Stade clermontois Auvergne Basket 63
Maillots
Le Stade clermontois Auvergne Basket 63 (SCAB 63) est un club français féminin de basket-ball français ayant appartenu à la Ligue Féminine de Basket, le plus haut niveau du championnat de France. Le club, basé à Clermont-Ferrand, est une section club omnisports du Stade Clermontois. 
À la suite d’importantes difficultés financières, il a été rétrogradé en 2009 en division régionale, prenant le nom de Stade Clermontois Basket Féminin.

## Historique

### Du Cercle Féminin vers le SCAB 63
Le « S.C.A.B 63 » (Stade Clermontois Auvergne Basket 63) est une association sportive qui fut créée le 6 décembre 1991 et qui ne gère que la section basket féminin du « Stade Clermontois » exclusivement.
Cependant, cette association n’a pas toujours été désignée par cette appellation.
En effet, en 1952, c’était sous le nom de « Cercle Féminin Clermontois » qu’elle était reconnue. A cette date, l’association comptait alors cent quarante six licenciés et onze équipes disputant les différents championnats (U.F.O.L.E.P : Union fédérale des Œuvres Laïques et de l’Education Permanente, et, F.F.B.B : Fédération Française de Basket-ball). Cette section est née de la fusion de la section « civile » de l’I.R.E.P. (anciennement U.F.R.S.T.A.P.S.) et de la section féminine de l’Amicale Laïque et Sportive de St Jacques (quartier de Clermont-Ferrand). Celle-ci était alors affiliée à  de l’Enseignement, Confédération Générale des Œuvres Laïques.
À la création de cette association, le président était M. René Minard et elle comptait douze membres administratifs. De plus, cette section regroupait quatre équipes seniors (à partir de 18 ans), une équipe junior (désignation d’équipe qui n’existe plus aujourd’hui), une équipe cadette (entre 15 ans et 18 ans) et une équipe minime (entre 13 ans et 15 ans).
Dans le championnat U.F.O.L.E.P. qui avait à l’époque dix neuf ans d’existence, le « Cercle Féminin Clermontois » a totalisé vingt sept titres seniors, quatorze titres juniors, douze en cadettes, seize en minimes et un en benjamines.
En ce qui concerne le championnat F.F.B.B., les clermontoises ont conquis pendant la même période treize titres seniors, huit juniors, sept cadettes, huit minimes et un  en benjamines.
```
Puis, au cours de la saison 1971-1972, l’association du « Cercle Féminin Clermontois » décide d’abandonner cette appellation afin de rejoindre une autre association déjà mise en place depuis 1906 : le « Stade Clermontois ». A la tête de cette nouvelle section de basket féminin, on retrouvera encore M. René Minard accompagné de seize membres administratifs. Le nombre d’équipes est alors de neuf et le nombre de licenciés de cent trois, baisse pouvant s’expliquer par la montée en puissance d’autres associations telles que le C.U.C.(Clermont Université Club) et l’A.S.M.(Association Sportive Montferrandaise). Cependant, pour la saison 1985-1986 l’association, sous  de Bernard Granet, affiche ses ambitions : accéder au plus haut niveau c’est-à-dire en Nationale 1. Le « Stade Clermontois » est donc à la tête du basket féminin Auvergnat ce qui lui permet d’acquérir une solide réputation au niveau des jeunes avec de très nombreux titres départementaux, régionaux et nationaux.
```

- Saison 1986-1987, accession en NF1, entraîneur Michel Bordelier.

- Saisons 1987-1988 à 1989-1990 Entraîneur Paul Besson

- Saison 1990-1991 Entraîneurs : Claude Pallanca/Libor Dvorak

Le  6 décembre 1991 l’association  Basket féminin du « Stade Clermontois » décide de devenir indépendante tout en gardant un contact direct avec le « Stade Clermontois Omnisports »ainsi,   née le SCAB63 (Stade Clermontois Auvergne Basket 63) 

### Les années 1990
- Saison 1991-1992 : Entraîneur José Ruiz – Espoirs Champion de France entraîneur B. Citron
- Saison 1992-1993 : NF1 ½ Finaliste playoffs 2e phase – Qualification Coupe d’Europe
- Saison 1993-1994 : ¼ Finaliste Coupe d’Europe
- Saison 1994-1995 : Entraîneur José Ruiz
- Saison 1995-1996 : Entraîneur José Ruiz – Espoirs Vainqueur du Trophée Espoirs à Mirande : Entraîneur Jean-Michel Licheron. Accession de l’équipe Réserve en NF3 entraîneur Nicolas Prat

- Saison 1996-1997 : Si le club se maintient au plus haut niveau sportivement, les dirigeants décident d’assainir les finances et l’équipe repart en N1B. Le président Bernard Granet se retire et laisse la place à Michel Barbarin. José Ruiz part pour Tarbes, et Jean-Michel Licheron devient entraîneur de l’équipe.

- Saison 1997-1998 : N1B
- Saison 1998-1999 : N1B

Lors de la saison 1999-2000, Michel Barbarin se retire et André Salagnac devient le nouveau président du SCAB63. L'entraîneur est David Ray.

### Les années 2000

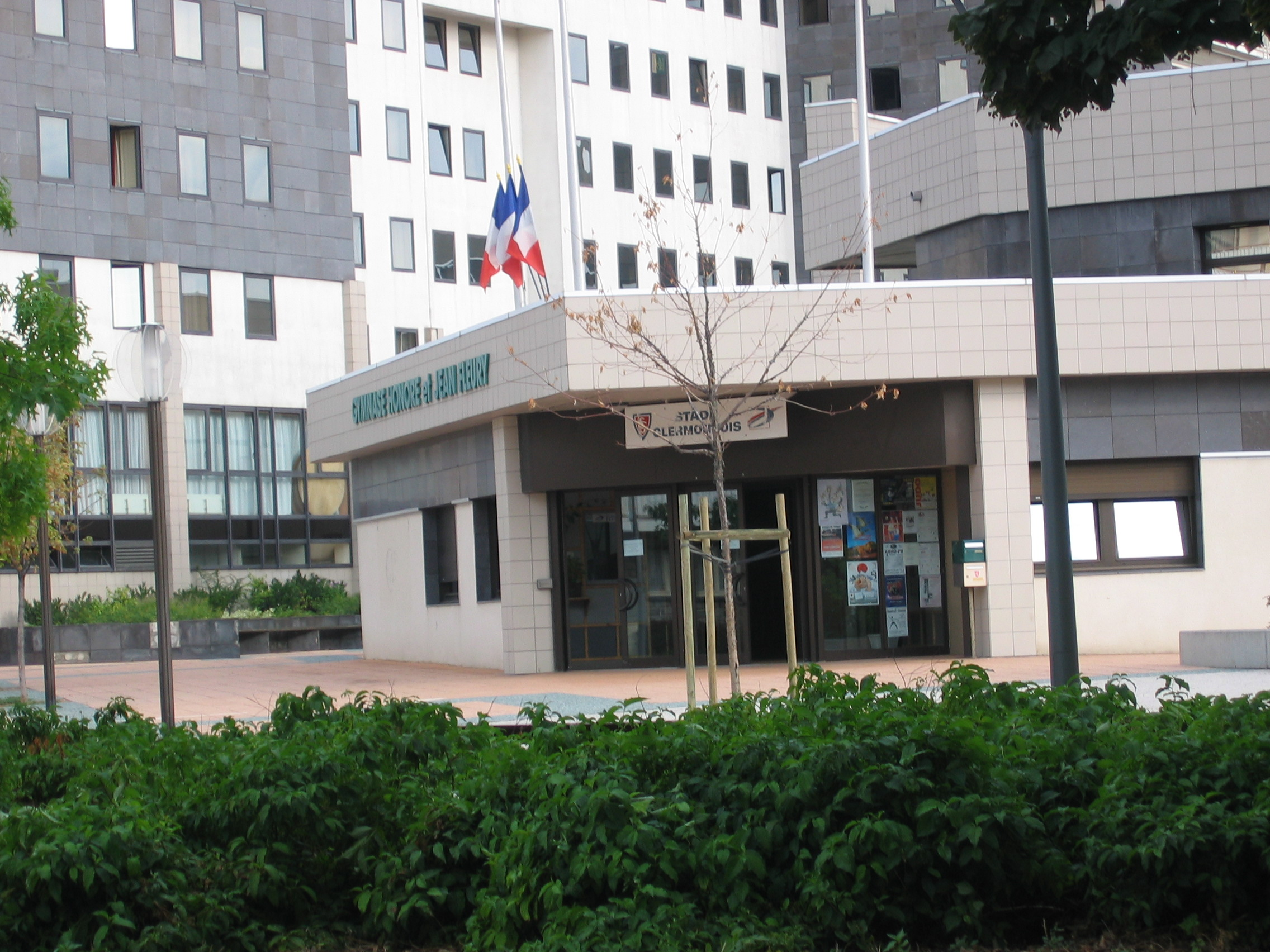
L'antre des louves arvernes

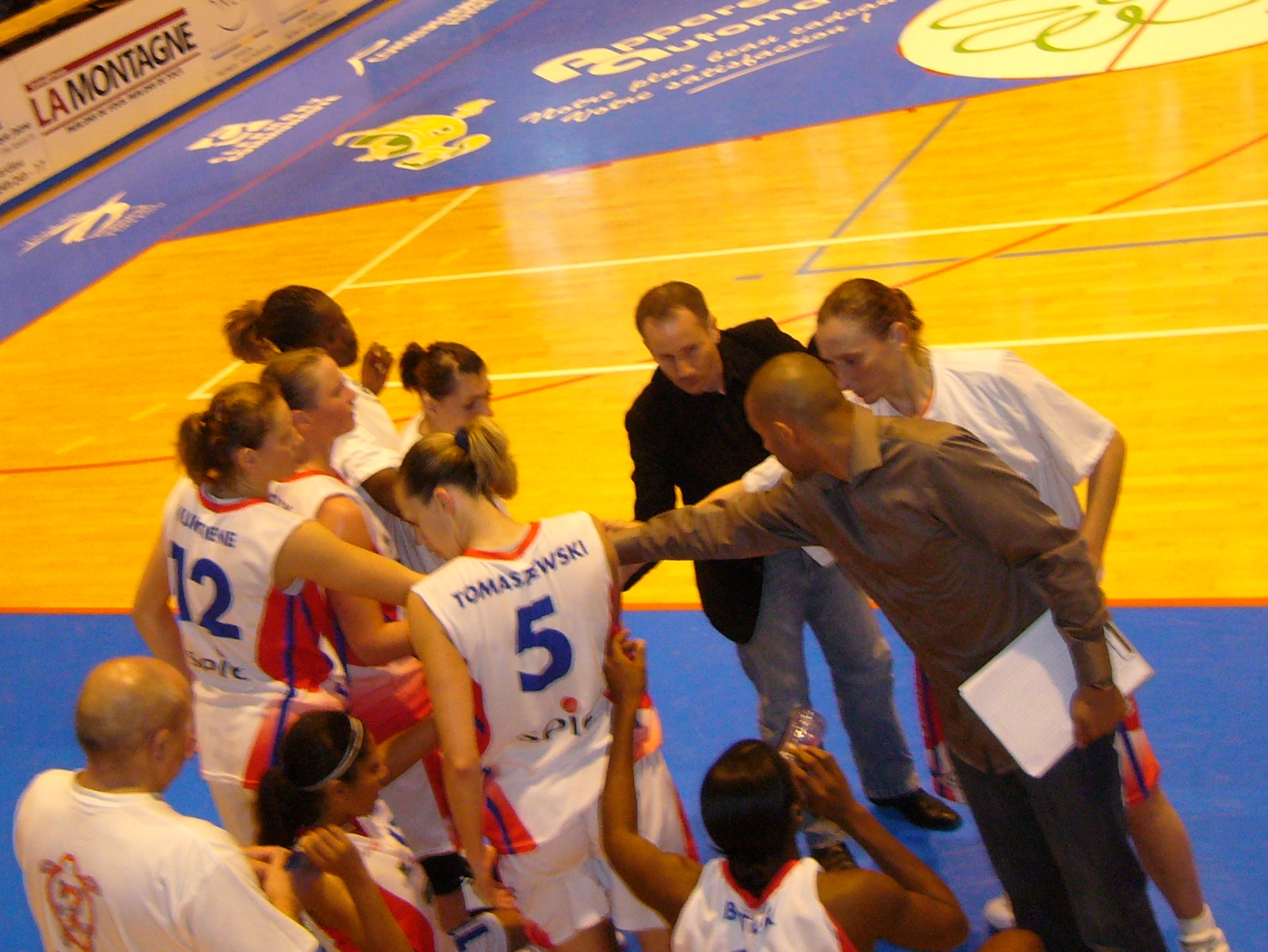
L'équipe en octobre 2007

Le SCAB était descendu en 1997 au deuxième échelon du championnat, en même temps que les voisines de l'AS Montferrand. Entre-temps le championnat féminin s'est reformaté; l'élite est devenue la Ligue féminine de basket et le SCAB63 est en NF1. Les scabistes vont découvrir la LFB pour la saison 2002-2003, mais n'y resteront qu'une saison. En 2003-2004, c'est à la 3e place que le SCAB63 achève son championnat de NF1, devant elles, Strasbourg et le Centre Fédéral. Ces dernières ne pouvant accéder (par convention auprès de la Ligue) à l'élite, c'est donc Clermont-Ferrand qui retrouve la LFB, un an après l'avoir quitté. Par la même occasion Paoline Salagnac est élue MVP de NF1.
Déterminé à ne plus faire l'ascenseur, le SCAB ne lâche aucun match en 2004-05 et parvient finalement à accrocher une 5e place de saison régulière, puis 7e place finale. Le maintien est largement assuré, mais mieux le SCAB se retrouve qualifié pour l'Eurocoupe la saison suivante.
Pour une première participation à l'Eurocoupe (créée en 2003'), le SCAB se retrouve dans le groupe L en compagnie des Allemandes du BG Dorsten, des Italiennes de Maddaloni et des Espagnoles de Halcón Avenida. Cette rude concurrence n'empêche pas les auvergnates de se sortir de la phase de poule avec un bilan de 3 victoires et 3 défaites. En 16e de finale, les louves arvernes écopent d'un adversaire bien rompu aux joutes européennes, le MBK Ružomberok, et la courte victoire à domicile (67-66 le 8 décembre 2005) ne leur suffit pas pour passer ce tour, puisqu'elles s'inclinent en Slovaquie une semaine plus tard (93-77). En championnat de LFB, le SCAB se qualifie pour les playoffs en terminant la saison à la 9e position. Mais l'aventure se termine dès le premier tour (8e de finale), défait en deux manches par Mourenx.
À l'inter-saison, le SCAB63 accuse les départs de Yacine Sene qui retourne à Aix-en-Provence, de Petra Štampalija qui rejoint l'Italie et La Spezia, de Ndeye Ndiaye et de Andra Mandache, mais enregistre les arrivées de Dawn Chriss (Virginia Tech), de Pauline Krawczyk(championne d'Europe des moins de 20 ans avec l'équipe de France, CJM Bourges Basket), de Bélinda M'Boma (Club Basket d'Ifs), de Edyta Nadrowska et enfin de Andrea Gardner (qui a joué 2 ans avec le Seattle Storm en WNBA).
Avril 2007 marque une petite révolution dans l'histoire du club avec les départs coup sur coup de l'entraîneur Pascal Dellaliaux et de la joueuse emblématique Paoline Salagnac.

## Logo, couleurs et surnom
Les couleurs du club sont héritées du club omnisports (le Stade Clermontois), mais le rouge et bleu sont à l'origine celles de la ville de Clermont-Ferrand.
Le SCAB63 est connu sous le surnom des louves arvernes. Le terme arverne se rapporte à celui des gaulois vivant dans la région. Le loup se retrouve, lui, sur le logo du club.

Ancien logo (jusqu'en 2003)
Depuis 2003

## Palmarès
Senior
- Champion de France de NF3 (4e division) : 1989
- Coupe de France (Trophée Danielle Peter) : 1989

Autres équipes
- Champion de France espoir : 1992, 1993

## Entraîneurs successifs
- Depuis 2007 :  Emmanuel Cœuret
- 2001 - 2007 :  Pascal Delaliaux
- 2000 - 2001 :  Josep Martin
- ? - 2000 :  José Ruiz

## Présidents successifs
- Depuis 2006 :  Lionel Leyrat
- ? - 2006 :  André Salagnac

## Effectif 2007-2008
Entraîneur :  Emmanuel Cœuret
Assistant :  Khalid Gharib
| Numéro | Nom                | Née le           | Taille | Nationalité     | Poste      |
| ------ | ------------------ | ---------------- | ------ | --------------- | ---------- |
| 4      | Anaël Lardy        | 24 octobre 1987  | 1,70m  | France          | Meneuse    |
| 5      | Claire Tomaszewski | 25 novembre 1982 | 1,78m  | France          | Ailière    |
| 8      | Guiday Mendy       | 18 mai 1986      | 1,88m  | France          | Intérieure |
| 9      | Jennifer Butler    | 21 avril 1981    | 1,90m  | États-Unis      | Pivot      |
| 10     | Pauline Krawczyk   | 17 mars 1985     | 1,82m  | France          | Ailière    |
| 11     | Cláudia das Neves  | 17 février 1975  | 1,75m  | Brésil          | Meneuse    |
| 12     | Vita Kuktienė      | 6 août 1980      | 1,87m  | Lituanie        | Ailière    |
| 15     | Elena Nikipolskaïa | 1er février 1971 | 1,88m  | France / Russie | Intérieure |

## Bilan par saison
| Saison    | Nb | PV   | Classement final                   | Participation européenne | Équipe |
| 1996-1997 | -  | -    | - Nationale Féminine 1A relégation | non                      | Christelle Mijoule, Séverine Martin, Ceylia Peyrol, Magali Lacroix, Lilia Malaja, Aurélie Testud, Bénédicte Fombonne, Christine Koson, Anita Eglite, Oriane Prunié Encadrement : José Ruiz (entraîneur)                                                                                                |
| 1997-1998 | -  | -    | - NF 2B                            | non                      | - |
| 1998-1999 | -  | -    | -                                  | non                      | - |
| 1999-2000 | -  | -    | -                                  | non                      | - |
| 2000-2001 | -  | -    | 3e NF1                             | non                      | Karine Gillet, Majorine D'Arcangelo, Gaëlle Charton, Nadège Andoche, Anne-Lise Chollet, Viviane Perrin, Julie Villain, Paoline Salagnac, Stéphanie Dubois, Pilar Galvan et Christelle Le Guiader Encadrement : Josep Martin (entraîneur), Sébastien Deganis (adjoint)                                  |
| 2001-2002 | -  | -    | 2e NF1 promotion                   | non                      | Stéphanie David, Aurelie Cibert, Carole Force, Nadège Andoche, Anne-Lise Chollet, Stéphanie Dubois, Julie Villain, Paoline Salagnac, Corinne Piet, Leighann Doan, Christelle Le Guiader, Julie Robin Encadrement : Pascal Delaliaux (entraîneur), Thomas Mesure (adjoint)                              |
| 2002-2003 | -  | -    | 12e LFB relégation                 | non                      | Stéphanie David, Paoline Salagnac, Eva Němcová, Lina Brazdeikyte, Aurélie Cibert, Stéphanie Dubois, Julie Villain, Émilie Petiteau, Dana Boonen, Leighann Doan, Christelle Le Guiader, Julie Robin, Carole Force, Nathalie Lobela Encadrement : Pascal Delaliaux (entraîneur), Khalid Gharib (adjoint) |
| 2003-2004 | -  | -    | 3e NF1 promotion                   | non                      | Aurélie Jeulin, Paoline Salagnac, Anaîs Gellet, Julie Minard, Julie Robin, Aurélie Cibert, Stéphanie Dubois, Sophie Cristina, Virginie Marsais, Lucie Chassaigne, Maren Walseth, Kenitra Johnson Encadrement : Pascal Delaliaux (entraîneur), Khalid Gharib (adjoint)                                  |
| 2004-2005 | -  | -    | 7e LFB                             | non                      | Brooke Reves (#4), Paoline Salagnac (#5), Ramata Diakho (#6), Julie Minard (#7), Aurélie Cibert (#9), Stéphanie Dubois (#10), Céline Fromholz (#11), Ndeye Ndiaye (#13), Petra Štampalija (#14), Elena Nikipolskaïa (#15) Encadrement : Pascal Delaliaux (entraîneur), Sylvain Herbez (adjoint)        |
| 2005-2006 | -  | -    | 9e LFB                             | 16e de finale Eurocoupe  | Andra Simina Mandache, Paoline Salagnac, Ramata Diakho, Yacine Sene, Anaël Lardy, Stéphanie Dubois, Céline Fromholz, Ndeye Ndiaye, Petra Štampalija, Elena Nikipolskaïa Encadrement : Pascal Delaliaux (entraîneur), Sylvain Herbez (adjoint)                                                          |
| 2006-2007 | 26 | 42,3 | 9e LFB                             | non                      | Anaël Lardy, Paoline Salagnac, Laura Mansaré, Dawn Chriss, Céline Fromholz, Bélinda M'Boma, Pauline Krawczyk, Edyta Nadrowska, Andrea Gardner, Elena Nikipolskaïa Encadrement : Pascal Delaliaux (entraîneur), Sylvain Herbez (adjoint)                                                                |
| 2007-2008 | -  | -    | - LFB                              | non                      | |

Nb : Nombre de matches de saison régulière
PV : Pourcentage de victoires en saison régulière

## Joueuses célèbres ou marquantes
| - Aurélie Cibert - Stéphanie Dubois - Carole Force - Céline Fromholz - Anaël Lardy | - Eva Němcová - Elena Nikipolskaïa - Paoline Salagnac - Julie Villain - Petra Štampalija - Brigitte Tournebize | - Isabelle Fijalkowski - Claudia das Neves - Anne-Lise Chollet - Barbara Weistroffer - Christiane Koson - Séverine Martin |

## Sources et références
1. ↑  (fr) Les raisons de son départ sur le site officiel